# Paranaichthys
Paranaichthys è un genere estinto di pesci ossei attinotterigi appartenente ai platisomiformi, vissuto durante il Permiano superiore (Wordiano-Capitaniano, circa 268–260 milioni di anni fa), i cui resti fossili sono stati ritrovati nel Brasile meridionale. Il genere è rappresentato da un'unica specie, Paranaichthys longianalis.

## Descrizione
L'olotipo e unico esemplare noto, è custodito presso il Museu de Ciências e Tecnologia dell’Universidade Pontifícia Católica do Rio Grande do Sul (PUCRS) a Porto Alegre. L’esemplare presenta un corpo profondo, con la parte posteriore del cranio leggermente alta e una cavità orale dotata di una dentatura adatta alla triturazione, indicativa di una dieta a base di organismi con guscio duro come conchostracei e piccoli molluschi, entrambi abbondanti nella formazione geologica in cui il fossile è stato rinvenuto.
Una delle caratteristiche più distintive di Paranaichthys è la pinna anale eccezionalmente lunga e a base estesa, ritenuta un carattere apomorfico per il genere. La pinna caudale è eterocerca, ma presenta i due lobi di dimensioni simili. Le scaglie laterali sono più profonde che lunghe, ricoperte da ganoina, e anche le ossa dermiche mostrano una copertura di ganoina con odontodi allungati. Nella regione rostrale e nella parte anteriore della mandibola sono presenti odontodi conici.

## Classificazione
Paranaichthys longianalis è noto grazie a un singolo esemplare quasi completo ma scarsamente conservato, rinvenuto nella Formazione Rio do Rasto della Bacino del Paraná, in Brasile. Sulla base delle sue caratteristiche anatomiche, Paranaichthys è stato ritenuto affine ai Platysomidae, un gruppo di attinotterigi dal corpo alto e piatto, che popolavano ambienti d’acqua dolce nel Paleozoico superiore.

## Etimologia
Il nome generico Paranaichthys fa riferimento al Bacino del Paraná, area di ritrovamento del fossile, e al greco ichthys (ἰχθύς), che significa “pesce”. Il nome specifico longianalis si riferisce alla particolare forma lunga e sviluppata della pinna anale.

## Paleoecologia
Paranaichthys abitava probabilmente ambienti fluviali e lacustri, come suggerito dal contesto sedimentologico della Formazione Rio do Rasto.
Le caratteristiche funzionali della dentatura e della pinna anale suggeriscono un pesce bentonico adattato alla vita in ambienti tranquilli e poco profondi, con capacità di triturazione utili all’alimentazione su prede dal guscio duro. L’ecosistema della Formazione Rio do Rasto comprendeva una fauna ittica eterogenea con attinotterigi, condritti, celacanti e dipnoi.